# 아리스토텔레스
아리스토텔레스(고대 그리스어: Ἀριστοτέλης, 그리스어: Αριστοτέλης 아리스토텔리스[*], 영어: Aristotle 아리스토틀[*], 기원전 384년 ~ 322년)는 고대 그리스의 철학자이자 박식가로, 플라톤의 제자이며, 알렉산드로스 대왕의 스승이다. 물리학, 형이상학, 시, 생물학, 동물학, 논리학, 수사, 정치, 윤리학, 도덕 과학 등 다양한 주제로 책을 저술하였다. 소크라테스, 플라톤과 함께 고대 그리스의 가장 영향력 있는 학자였으며, 그리스 철학이 현재의 서양 철학의 근본을 이루는 데에 크게 이바지하였다. 아리스토텔레스의 글은 도덕과 미학, 논리와 과학, 정치와 형이상학을 포함하는 서양 철학의 포괄적인 체계를 처음으로 창조하였다.
그는 알렉산드로스 대왕의 도움으로 리케이온 학교에 도서관을 만들어 많은 자료를 수집하였으며 세계 최초의 동물원도 만들었다. 자연과학에 대한 아리스토텔레스의 견해는 중세 학문에 깊은 영향을 주었고, 이러한 그의 견해는 뉴턴 물리학으로 패러다임을 전환하게 되는 르네상스 시대에까지 영향을 끼쳤다. 동물학 연구에서 그의 관찰은 19세기까지 정설로 인정되었다. 그의 글에는 가장 이른 시기에 이루어진 논리에 대한 형식 연구가 담겨 있으며, 이러한 그의 연구는 19세기 후반에 형식 논리학으로 구체화되었다. 형이상학에서 아리스토텔레스주의는 800년 ~ 1400년까지의 중세시대 유대와 이슬람 전통에서 나타난 철학적이고 신학적인 사상에 깊은 영향을 주었고, 기독교 신학에서는 초대교회의 신플라톤주의(Neoplatonism)에 영향을 주었고, 특히 서방교회 전통의 스콜라 철학과 관련하여 계속해서 영향을 끼치고 있다. 그의 윤리학은 여전히 영향력이 있는데, 현대에 이르러 덕 윤리학(virtue ethics)의 출현과 더불어 새롭게 관심을 받고 있다. 아리스토텔레스 철학의 모든 측면은 오늘날에서 계속해서 활동적인 학문 연구의 대상이 되고 있다.
그는 스승 플라톤이 관념론적 이상주의임에 대하여 경험론적 현실주의자로 지적되고 있으며, 예술에 관해서도 플라톤과 다른 의견을 내세우고 있다. 예술을 일종의 '모방'으로 보는 점은 플라톤과 같으나, 플라톤이 이데아의 참된 인식을 흐려 놓는 것으로 인정한 데 비하여, 아리스토텔레스는 정신을 카타르시스(정화)시키는 것으로 보았다.
아리스토텔레스가 여러 편의 품위있는 논문과 대화록을 저술했음에도(키케로는 그의 문체를 "황금이 흐르는 강"이라고 묘사하였다.) 오늘날 그가 쓴 글의 대부분은 사라진 것으로 보이며, 원래 쓴 글의 ⅓ 정도만 남아있다.

## 생애
그리스 북부 할키디키반도에 위치한 트라키아 지방의 스타게이라에서 출생하였다. 부친 니코마코스는 마케도니아 왕 아민타스 2세의 시의(侍醫)였고, 모친인 파이스티스는 칼키스의 이민 출신이다. 왕자 필리포스 2세의 소꿉동무로 궁정에서 자랐으나 어려서 양친을 여의어 연고자인 프록세노스가 후견인이 되었다. 17세 때(기원전 367년) 플라톤의 아카데메이아에 입문하였다. 이후 플라톤의 사망시까지 약 20년 동안 그곳에서 연구에 정진, 학생 지도도 담당하였다. 이오니아 문화를 배경으로 의가(醫家)의 실증정신(實證精神) 아래 성장한 그에게 플라톤의 이데아 철학은 큰 영향을 주었다. 충실한 플라토니스트로서 출발한 그는 맹렬한 이데아 비판을 하면서도 거기에서 완전히 벗어나지는 못하였다.
그의 연구와 교수(敎授) 및 저작 활동은 대략 3기―아카데미아기(期)와 편력기(遍歷期)와 학두기(學頭期)―로 나눌 수 있다.
아카데미아기―저작은 기원전 360년경부터 시작된다. 먼저 플라톤의 대화편을 본떠서 ⟪그릴러스⟫ ⟪유디머스⟫ ⟪프로트렙티커스⟫(철학에의 권유) ⟪향연(饗宴)⟫ ⟪소피스트⟫ ⟪정치가⟫ ⟪메닉시너스⟫ 등 많은 대화편과 기타 글이 씌어져 간행되었다. 동시에 자연학을 비롯하여 그 밖의 연구도 시작되어 ⟪자연학⟫의 일부(제1, 2, 7권) ⟪천체론(天體論)⟫ 제1권과 ⟪정치학⟫ 제2권의 일부, ⟪데 아니마⟫ 제3권과 ⟪논리학⟫의 일부(⟪토피카⟫ 등)와 ⟪형이상학⟫(제12권) 등이 쓰여졌다.
편력기―플라톤이 죽기(전 347) 직전 아리스토텔레스는 참주 헤르미아스의 초청으로 아타르뉴스로 갔다. 아카데미아 학두에 취임한 스페우시포스의 수학주의(數學主義), 피타고라스주의에 만족하지 못한데다 올린토스의 함락으로 아테네에 반(反)마케도니아 운동이 일어났기 때문일 것이다. 페르시아에 대항하여 강대한 군대를 가지고 있던 참주의 보호 아래 왕의 질녀인 피티아스와 결혼하여 그 곳 가까운 아리스에 살면서 3년간을 강의와 연구로 보냈다. 학우인 에라스토스와 코리스코스도 같이 참가하였다. 여기에서 ⟪철학에 대하여⟫를 썼고 이데아나 이데아 수(數)의 비판이 시작되었다. 또 ⟪형이상학⟫ 제1, 2, 4, 5권과 ⟪에우데모스 윤리학⟫, ⟪자연학⟫ 제3-6권, ⟪천체론⟫(현재의 형태), ⟪생성소멸론⟫ 등을 썼을 것으로 추측된다. 또한 플라톤의 수제자 중 한 사람으로 레스보스 태생인 테오프라스토스의 알선으로 미치레네로 옮겨가게 되었는데 이곳에서는 특히 생물학에 대한 연구가 발전되어 있었다.
기원전 342년에는 마케도니아 왕 필리포스 2세의 의뢰와 헤르미아스의 추천을 받아 알렉산드로스 왕자의 가정교사로서 미에자로 갔다. 왕자를 위하여 호메로스를 가르쳐 주었고 ⟪호메로스 문제⟫를 썼다. 또 ⟪군주정치론⟫ ⟪식민정책론⟫도 저술하였다. 기타 그리스인에 관한 국가제도의 수집이나 기록을 하였다. 그 일부인 ⟪아테네인의 국제(國制)⟫의 태반이 1891년에 재발견되었다. 아리스토텔레스는 헬라스의 통일, 즉 그리스의 폴리스군과 마케도니아 제국의 통일에 열심인 애국자였고 이것이 필리포스 2세의 야심에 합치한 듯하나, 후년의 알렉산드로스 대왕의 동서 융합 정책에는 동의하지를 못했다. 그러나 두 사람의 우정은 변하지 않아 알렉산드로스는 동정(東征) 중 생물학상의 표본을 위시하여 다른 선물을 보냈다고 한다. 기원전 340년 알렉산드로스는 섭정(攝政)이 되고 아리스토텔레스는 스타게이로스로 물러가 연구생활을 계속하였다. 기원전 338년 그리스 연합군이 카이로네이아에서 패배, 기원전 336년 필리포스 왕은 암살되고 알렉산드로스가 즉위하였다. 이듬해인 기원전 335년에 아리스토텔레스는 재차 아테네로 돌아왔다.
학두기(學頭期)―마케도니아의 총독 안티파트로스의 원조로 아테네 동쪽 교외인 아폴론 리케이오스 성역 중 일반에게 공개하는 김나시온을 빌려 학교를 설립하였다. 이 학교는 리케이온이라 불리었는데 이곳에서 12년간 강의와 연구로 세월을 보냈다. 오전에는 상급반 연구자를 위하여 논리학과 제1차 철학을 강의하였고, 오후에는 수사학, 정치학, 윤리학 공개 강의를 하였다. 현존하는 저작의 대부분은 이 학두기의 강의 초고이다. 기원전 323년 알렉산드로스 대왕의 죽음이 전하여지자 반마케도니아 운동이 재연(再燃)되었다. 마케도니아와 관계가 깊었던 그는 불경죄로 문책을 받았다. 그러나 소크라테스의 전철을 밟지 않기 위하여 사전에 모친의 고향인 칼키스로 떠났다가 이듬해 위장병으로 63세의 생애를 마쳤다.

## 형이상학
문헌으로서의 아리스토텔레스의 《형이상학》은 로도스의 안드로니코스가 기원전 1세기 후반 로마에서 편집 간행한 아리스토텔레스 전집에서 <자연학(Physics)>의 뒤(Meta)에 놓였기 때문에 <자연학의 뒤의 서(Meta-Physics)>라고 불리었다. 아리스토텔레스 자신은 후세의 형이상학에서 의미하는 내용을 '프로테 필로소피아(Prote Philosophia)'(제1의 철학) 또는 '테올로기케(Theologike, 신학)'라 하였으며, 존재 내지 실체란 무엇인가를 해명하는 일을 중심 과제로 하였다.
아리스토텔레스의 가문은 의사 가문이었으므로 이러한 그의 배경은 아리스토텔레스가 자연학, 특히 생물학 영역에 관심을 갖게 하였다. 한편 플라톤의 수제자로서 이데아론의 영향 아래에 있었기 때문에 플라톤주의도 아리스토텔레스에게 영향을 미쳤다. 따라서 두 정신의 견제 가운데서 존재 내지 실체의 포착 방법에서도 그의 사색은 말하자면 양극 사이를 항상 크게 동요하고 있음을 볼 수 있다. 이데아론을 엄격하게 비판하면서 그의 독자적인 존재론이 형성돼 오기는 하지만 신학적인 면이 완전히 불식(拂拭)되어 있는 것은 아니다.
아리스토텔레스 자신이 정리한 4원인론에서부터 그 이전의 학설은 모두 불충분한 것으로 밀어버렸고, 특히 스승인 플라톤의 이데아론은 이재성(離在性)·초월성으로 인하여 감각물의 존재와 해명에 아무런 소용이 되지 못한다고 거부한다. 더욱이 이 이데아의 감각물로의 내재화(內在化)가 그의 생애의 과제였다고 할 수 있다. 12권의 신학에서 목적론적으로 포착된 자연의 생성과 운동의 원인인 신을 부동(不動)의 동자(動者)로서 사유(思惟)의 사유, 자기 사유라고 역설하였다.
Hoi ik ben Henk de vries
최고의 지혜는 오로지 인식시키기 위하여 인식한다고 하는 특권을 가지며, 무릇 모든 제1 원인을 대상으로 하는 학(學), 모든 학의 왕자, 최고선을 알며 그 자신을 위해서 존재하는 유일하고 자유로운 학, 가장 신적(神的)이어서 외경될 만한 것이다. 왜냐하면 신은 모든 것에 있어서 원인의 하나이며 어떤 종류의 원리(始動因)라고 생각되며, 또 이와 같은 학은 신만이 소유할 수가 있을 것이기 때문이다. 그리하여 제1 원리 원인의 학, 즉 제1 철학은 동시에 신학이기도 하다.

## 윤리학
아리스토텔레스의 《니코마코스 윤리학》은 도덕적 행동의 습관화를 통해 도덕적 성품을 고양하는 것에 초점을 둔다. 에우다이모니아(Eudaimonia, 좋은 삶)를 삶의 목표로 보고 있다.
한편 저스티스(Justice) 즉 '정의'(正義)에 대해서 아리스토텔레스는 그의 저서 윤리학(Nicomachean Ethics) 제5권 정의론에서 정의는 동전의 양면처럼 '평등'(equal)과 밀접한 관계를 맺고 있음을 지적하고 있다.

## 논리학
《분석론 전서》(Prior Analytics)의 편찬으로 아리스토텔레스는 형식논리학의 선구자적인 위치를 점하게 되었으며 그가 창안한 개념은 19세기에 수리논리학 분야에서의 발전이 있기까지 서양 논리학의 주된 흐름으로 자리잡았다. 칸트는 그의 저서 《순수이성비판》에서 아리스토텔레스의 논리에 관한 이론이 연역 추론의 핵심적인 부분을 모두 설명하고 있다고 기술하였다.
조금 더 설명을 추가한다면 아리스토텔레스 논리학 중에서 가장 유명한 예는 ‘삼단 논법’이다. 삼단 논법은 연역적 추론에 바탕한 논증이다. 삼단 논법은 두 개의 전제로부터 결론을 이끌어 내는 추론적 방법이다.

## 자연관
그의 스승인 플라톤과 같이, 아리스토텔레스의 철학은 보편성을 향해 있다. 하지만 아리스토텔레스는 그의 스승 플라톤이 보편성은 특정한 것에서 멀리 떨어져 존재하며, 이와 같은 보편성은 그들의 원형(原型) 또는 전형으로써 주장하였던 것과 대조적으로 특정한 것에서 보편성을 발견하였고 그것을 사물들의 본질(essence of things)이라 칭하였다. 따라서 아리스토텔레스에게 철학적인 방법이란 특정한 현상에 대한 연구로부터 본질에 관한 지식에 이르기까지의 과정을 포괄하며, 이는 플라톤의 이데아 또는 형상(form)이라 불린 것에 관한 지식으로부터 이들과 유사한 형태로의 관상(contemplation), 다시 말해 인식하는 양식에 이르기까지의 하향적인 과정을 취한 플라톤의 방법과 차이를 보인다. 아리스토텔레스에게 있어 '형상(form)'은 여전히 현상에 대한 무조건적인 기초를 가리키지만 이와 동시에 특정한 사물에 '구체화'되어 있다. 플라톤의 방법이 선험적인 원칙으로부터의 연역 추론에 기반해 있는 것이라면, 그의 방법은 귀납적이면서 연역적이라 할 수 있다.
그가 사용한 용어 중에 '자연 철학(natural philosophy)'이라는 말은 자연계의 현상을 탐구하는 철학의 한 부분이며, 이는 현대의 물리학, 생물학 등의 분야를 포괄한다. 현대에 들어서 철학(philosophy)은 윤리학이라든지 논리가 주요한 부분을 차지하는 형이상학(metaphysics)과 같은 보다 더 포괄적이고(generic) 모호한 분야에 한정되었다. 현대의 철학은 자연계에 관한 경험적인 연구를 과학적 방법이라는 용어를 활용하여 제외시키는 경향이 있는데 반해 아리스토텔레스의 철학적인 활동 분야는 지적 탐구(intellectual inquiry)의 모든 분야를 넘나든다.

### 4원소설
아리스토텔레스가 제시한 4 개의 원소는 다음과 같다:
- 뜨겁고 건조한 성질을 지닌 불(Fire)
- 차갑고 건조한 성질을 지닌 흙(Earth)
- 뜨겁고 습한 성질을 지닌 공기(Air)
- 차갑고 습한 성질을 지닌 물(Water)

하지만 물이 수소원자 2개와 산소원자 1개로 이루어졌다는 것이 밝혀지고, 공기도 사실 산소, 질소 등등으로 이루어진 경우가 거의 대부분이며 흙도 여러 분자로 이루어졌다는 게 밝혀지면서 아리스토텔레스의 4원소설이 틀렸다는 게 증명되었다.

### 사원인
운동하고 변화하는 감각적 사물의 원인 연구를 자연학이라 하는데, 아리스토텔레스는 여기에 4가지 원인을 들었다(四因論). 그는 재료의 측면, 형상의 측면, 작용의 측면, 그리고 목적의 측면에서 그 원인을 답하였다.
- 질료인은 대상이 무엇으로 이루어져 있는지를 나타낸다. 따라서 탁자에 대한 재료의 측면은 나무이며, 차에 대한 재료의 측면은 고무와 철이 되는 것이다. 행동을 나타내는 용어가 아니며, 어떤 특정한 것이 다른 것보다 우위에 위치하는 것 또한 아니다. 둘은 동등한 위치에 있는 것이다. 즉, 책상은 나무로 되어 있기 때문에 책상이 있는 것이다.
- 형상인은 그 대상이 무엇인지, 즉 정의, 형태, 특성이나 원형(原型, archetype)에 의해 결정되는 것들을 나타낸다. 기초적인 원리나 일반적인 법칙에 의거한 설명을 활용한다. 형상인은 인과관계의 필수적인 것만을 언급할 수 있을 뿐이다. 인간에 의해 만들어질, 물건이 존재하기 이전에 누군가가 가지는 청사진이 더 간단하고도 형식적인 원인이라 할 수 있다. 즉, 책상은 책상의 형상을 띠고 있기 때문에 있는 것이다.
- 작용인은 변화 또는 변화의 끝이 처음 시작되는 것에 관한 것이다. 무언가가 만들어지게 만드는 무언가와 무언가가 변화를 겪게 만드는 변화'를 결정하며, 살아있는 것인지 아닌지를 결정함으로써 변화하는 것인지 그렇지 않은지에 대한 판단 근거로 작용한다. 인과 관계에 관한 현대적인 이해를 반영하며, 특정한 현상 또는 요인으로서의 근거에 관한 개념을 포괄한다. 즉, 책상은 어떤 목수가 이 책상을 만들었기 때문에 있는 것이다.
- 목적인은 사물이 있는 목적에 관한 것이며, 여기서 말하는 목적은 목적성을 띄거나 그렇지 않은 것 모두를 포함한다. 목적인은 대상이 원래 쓰이는 용도에 관한 것이다. 즉, 책상은 위에 누워 잠을 자는 것이 아니라 위에 책을 놓고 책을 읽기 위해 있는 것이다. 이와 같은 개념은 또한 의지나 동기, 합리적인 것, 윤리적인 것과 같이 행동에 대한 목적을 부여하는 정신적인 원인에 관한 현대적인 개념을 포괄한다.

### 자연학
아리스토텔레스는 질료(質料, 휠레)와 형상(形相, 에이도스)간의 상호작용이라는 생각으로 자연을 해명하려고 하였다. 질료는 아직 형태를 갖추지 못한 원소재로서 이것이 형상에 의해서 형태가 주어짐으로써 비로소 구체적인 사물이 되어서 존재한다고 생각하였으므로 그는 관찰이나 경험을 플라톤과는 달리 중요시하였다. 아리스토텔레스의 저서는 모든 분야에 이르고 있지만, 500종 이상의 동물을 관찰, 기록하고 분류하였다. 《동물지(動物誌)》 9권, 《동물 부분론》 4권, 《동물 발생론》 5권 등을 저술하고, 형상과 질료의 철학으로 설명하였다. 암컷은 재료 즉 질료를, 수컷은 계획 즉 형상을 제공하고, 생물의 성장에 따라서 형상이 완성하고 더욱이 그것은 "자연은 불필요한 일은 하지 않는다"라 하는 관점에 입각한 해부학적 구조, 발생학적인 기관 발달의 연구를 했다. 그의 날카로운 관찰은, 고래나 평활(平滑), 상어의 태생(胎生)을 발견하였고, 꿀벌의 생태나 닭의 부화 등의 정밀한 기록을 남겼다. 이와 같은 성과에 입각하여 생물의 분류를 하였고, 또 생물의 종(種)은 식물에서부터 인간에 이르기까지 완전도를 늘린다고 하고 생물의 11개의 계급을 만들었다. 이것이 '자연의 계단'이라는 생각이며, 완전도는 발생학적인 기준에 의거한 것이었다.
생물학에 이어서 그는 물리학, 천문학으로 고찰을 진행시켰는데, 경험·관찰 혹은 생산 기술과의 관련은 생물학과 비교하면 훨씬 적었다. 따라서 그 성과도 역시 생물학에 비해서 뒤떨어져 있다. 그런데도 불구하고, 그가 파급시킨 영향은 매우 크며, 근대 과학은 아리스토텔레스의 물리학적 학문의 부정(否定)에서부터 시작되었다고도 할 수 있을 정도이다. 그는 물질은 연속적이며, 허공(진공)은 존재하지 않는다고 반(反)데모크리토스적 입장을 취하고, 모든 땅 위의 물질은 흙·물·공기·불의 4원소로 되었으며, 이것들은 아리스토텔레스가 말하는 참된 원소인 제1질료가 열냉·건·습의 4개 기본적인 형상 2개씩을 얻어서 생성된 것이다. 제1질료가 열·습을 얻어서 기(氣)로, 건·열로 불, 건·냉으로 흙, 습·냉으로 물이 된다. 이 4원소는 그에 의하면 단일체이며, 4성질은 분리시킬 수 있으므로 상호의 변환은 가능해진다. 이 이론이 연금술을 장기에 걸쳐서 밑받침하였던 것이다.
천계(天界)를 만드는 원소는 아이테르로서, 땅 위와는 다르듯이 지상과 천체의 운동도 서로 다르다. 항성과 행성은 지구를 중심으로 하여 계속해서 등속 원운동을 하고 있다. 원은 완전한 도형이며, 원운동은 완전하기 때문이다. 이와는 대조적으로 지상의 물체가 갖는 운동은 본질적으로 상승이거나 낙하, 즉 직선운동이라고 보고, 천체와 지구의 운동을 마주 놓았다. 지상의 물리학을 천계에 적용시킬 순 없는 것이지만 이 생각은 결국 17세기 뉴턴에 의해 뒤집힐 때까지는 정통적(正統的) 학리로서 인정되고 있었다. 또 그의 역학에서는 자유 낙하의 속도는 무게에 비례하고 공기의 저항에 반비례하는, 즉 무거운 것일수록 빨리 낙하한다는 견해를 취하지만, 이것이 갈릴레이에 의해서 부정된 사실은 유명하다.

### 광학
동시대의 철학자들과 비교했을 때, 아리스토텔레스는 몇몇 광학에 관한 뛰어난 이론의 소유자였다. 기원전 350년에 쓰여진 그의 저서 '난제들'(Problemata)에 초창기의 카메라에 해당하는 암상자에 관한 가장 오래된 설명이 담겨 있다.

## 교육 사상
아리스토텔레스는 이성적인 생활의 영위에 교육목적을 두었다. 그는 개인이 타인과 접촉할 때 이성에 의해 모든 행위를 하도록 하는 교육체계를 요망했다. 인간의 최고기능은 사고와 행위를 이성적으로 하는 데 있다고 보고, 과학과 철학을 통한 이성의 훈련을 주장했다. 다음으로 그는 행복한 생활을 이룩하는 데에 교육의 목적을 두었다. 그는 모든 인간 행위의 궁극적 목적을 행복이라 보고, 이 행복은 중용(中庸)이란 덕과 이성적인 행동을 할 때 얻을 수 있다고 했다. 그러므로 교육은 이성을 통해서 중용의 덕을 가진 행동을 하게 하는 것이라고 보았다.
한편 아리스토텔레스는 국가는 국민을 어떻게 하면 행복하게 살 수 있는 성원(成員)으로 교육할 수 있는가를 중심과제로 삼아야 한다고 하고, 교육을 통하여 행복을 성취하고 국가에 유능한 인물을 양성해야 한다고 하였다. 아리스토텔레스는 자유교육을 중요시하였다. 자유교육은 직업적(생산적) 교육이 아니고 여가를 이용하여 자유인으로서의 교양을 함양토록 하는 교육인데, 이를 위한 교육으로 읽기·쓰기·셈하기·음악·체육 등을 들었다. 그에 의하면 책을 읽는 것은 문화인의 교양을 쌓는 것이며, 음악은 한가한 시간을 유쾌하게 보내기 위한 것이고, 체육은 건전한 신체를 갖게 하여 용기를 북돋워주는 것이었다. 그의 자유교육은 신체의 노동보다 정신의 활동을 더 중요시한 것이었다. 그는 교육의 조직이나 내용은 아동의 성장형태에 일치해야 한다고 생각하였다. 따라서 유아에게는 동물놀이·신체적 활동·이야기 등으로 교육시키며, 14세 이전의 아동들에게는 도덕적·신체적 교육을 중시하여 체육·음악·독서·쓰기 등을 가르치되 이론이나 법칙의 교설(敎說)을 통해서가 아니라 오직 행동을 통한 안정된 습관을 확립케 하기 위해서만 가르쳐야 한다고 하였다. 그는 또 21세가 될 때까지의 청년들은 수학·문학·천문·음악·문법·시·수사학·윤리학·정치학 등 지적인 학습을 시켜야 하며, 21세 이상의 대상자들에게 과학과 철학을 가르쳐야 한다고 했다.
아리스토텔레스의 교육방법은 자연발달에 의하여 불합리한 것에서 합리적인 것으로 지향하는 것이었다. 처음의 불합리한 신체적 교육에서 점차로 합리적인 정신적 교육을 지향하며, 정신교육에 있어서도 불합리한 욕망에서 합리적인 이성으로 옮겨져야 한다고 했다. 그리하여 신체적 교육에서 습관으로 향상하고, 다시 마지막으로 이성의 교육에 도달하게 하는 방법이 진정한 교육방법이라고 했다. 즉 체육(體育)·훈육(訓育)·교수(敎授)의 3분야로 나누었던 것이다.

## 여성관
아리스토텔레스의 여성관은 중세 말기까지 그를 절대 권위로 신봉한 서양 사상가들에게 큰 영향을 미쳤으며, 고로 여성사에서도 중요한 주제로 다루어지고 있다.

## 저작
논리학
- 범주론(범주들)
- 명제론(명제에 관하여)
- 분석론 전서
- 분석론 후서
- 변증론(토포스론, 토피카)
- 소피스트적 논박

자연학
- 자연학
- 천체에 관하여
- 생성과 소멸에 관하여
- 기상학
- 세계에 관하여
- 영혼에 관하여
- 자연학 논문집
  - 감각과 감각 대상에 관하여
  - 기억과 기억해냄에 관하여
  - 잠과 깨어 있음에 관하여
  - 꿈에 관하여
  - 잠 속의 예언에 관하여
  - 장수와 단명에 관하여
  - 젊음과 늙음, 삶과 죽음에 관하여
  - 호흡작용에 관하여
- 동물 탐구(동물지)
- 동물의 부분들에 관하여(동물의 몸에 관하여)
- 동물의 움직임에 관하여
- 동물의 나아감에 관하여
- 동물의 발생에 관하여
- 소품집
  - 색에 관하여
  - 청각대상에 관하여
  - 관상학
  - 식물에 관하여
  - 진기한 이야기들에 관하여
  - 역학적인 문제들
  - 자연학적인 문제들
  - 분할되지 않는 선에 관하여
  - 바람의 위치와 이름
  - 멜릿소스, 크세노파네스, 고르기아스에 관하여

형이상학
- 형이상학

윤리학, 정치학
- 니코마코스 윤리학
- 대 윤리학
- 에우데모스 윤리학
- 정치학
- 덕과 악덕에 관하여
- 경제학
- 아테네인들의 정치체제

수사학, 시학
- 수사학(연설술)
- 시학(창작술)
- 알렉산드로스에게 바치는 연설술

## 같이 보기
- J. L. 아크릴

## 참고 문헌
- 아리스토텔레스 『니코마코스 윤리학』 / 김남두, 김재홍, 강상진, 이창우 pdf
- 아리스토텔레스 『형이상학』 / 전헌상 pdf